# Fabian Florant
Fabian Florant (né le 1er février 1983 à Roseau en Dominique) est un athlète néerlandais, spécialiste du triple saut. 

## Biographie
D'abord athlète dominiquais, Fabian Florant termine 8e des Championnats d'Amérique centrale et des Caraïbes de 2005.
Il prend la nationalité néerlandaise en 2007.
Il compte deux participations aux Championnats d'Europe, dont une dixième place en 2016.
Le 30 avril 2016 il établit un record national en réalisant 16,92 m au triple saut.

## Palmarès
| Date | Compétition                        | Lieu  | Résultat | Épreuve     | Marque  |
| ---- | ---------------------------------- | ----- | -------- | ----------- | ------- |
| 2008 | Championnats des Pays-Bas          |       | 1er      | Triple saut |         |
| 2009 | Championnats des Pays-Bas en salle |       | 1er      | Triple saut |         |
| 2010 | Championnats des Pays-Bas          |       | 1er      | Triple saut |         |
| 2011 | Championnats des Pays-Bas en salle |       | 1er      | Triple saut |         |
| 2011 | Championnats des Pays-Bas          |       | 1er      | Longueur    |         |
| 2011 | Championnats des Pays-Bas          |       | 1er      | Triple saut |         |
| 2012 | Championnats des Pays-Bas en salle |       | 1er      | Triple saut |         |
| 2013 | Championnats des Pays-Bas en salle |       | 1er      | Triple saut |         |
| 2013 | Championnats des Pays-Bas          |       | 1er      | Triple saut |         |
| 2015 | Championnats des Pays-Bas          |       | 1er      | Triple saut |         |
| 2016 | Championnats des Pays-Bas          |       | 1er      | Triple saut |         |
| 2017 | Championnats d'Europe par équipes  | Lille | 10e      | Triple saut | 15,56 m |

### Records
| Épreuve             | Performance  | Lieu     | Date          |
| ------------------- | ------------ | -------- | ------------- |
| Triple saut         | 16,92 m (NR) | Clermont | 30 avril 2016 |
| Triple saut (salle) | 16,69 m      | Göteborg | 1 mars 2013   |